# Missões diplomáticas dos Estados Unidos

Missões diplomáticas dos Estados Unidos

Abaixo se encontra as embaixadas e consulados de Estados Unidos da América:

## África

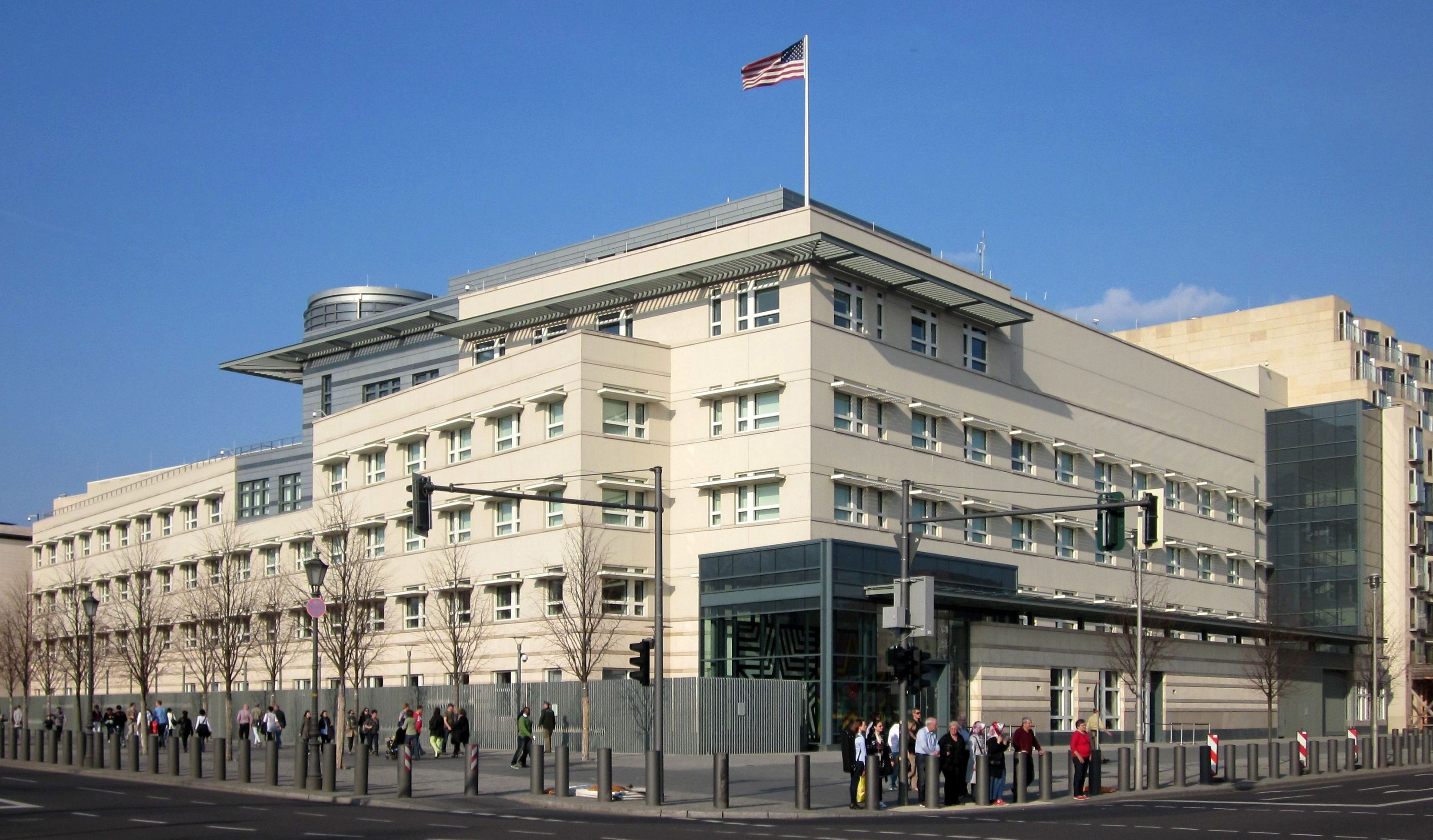
Embaixada dos Estados Unidos em Berlim

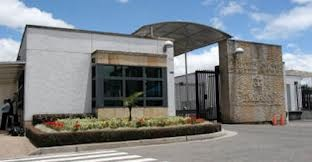
Embaixada dos Estados Unidos em Bogotá

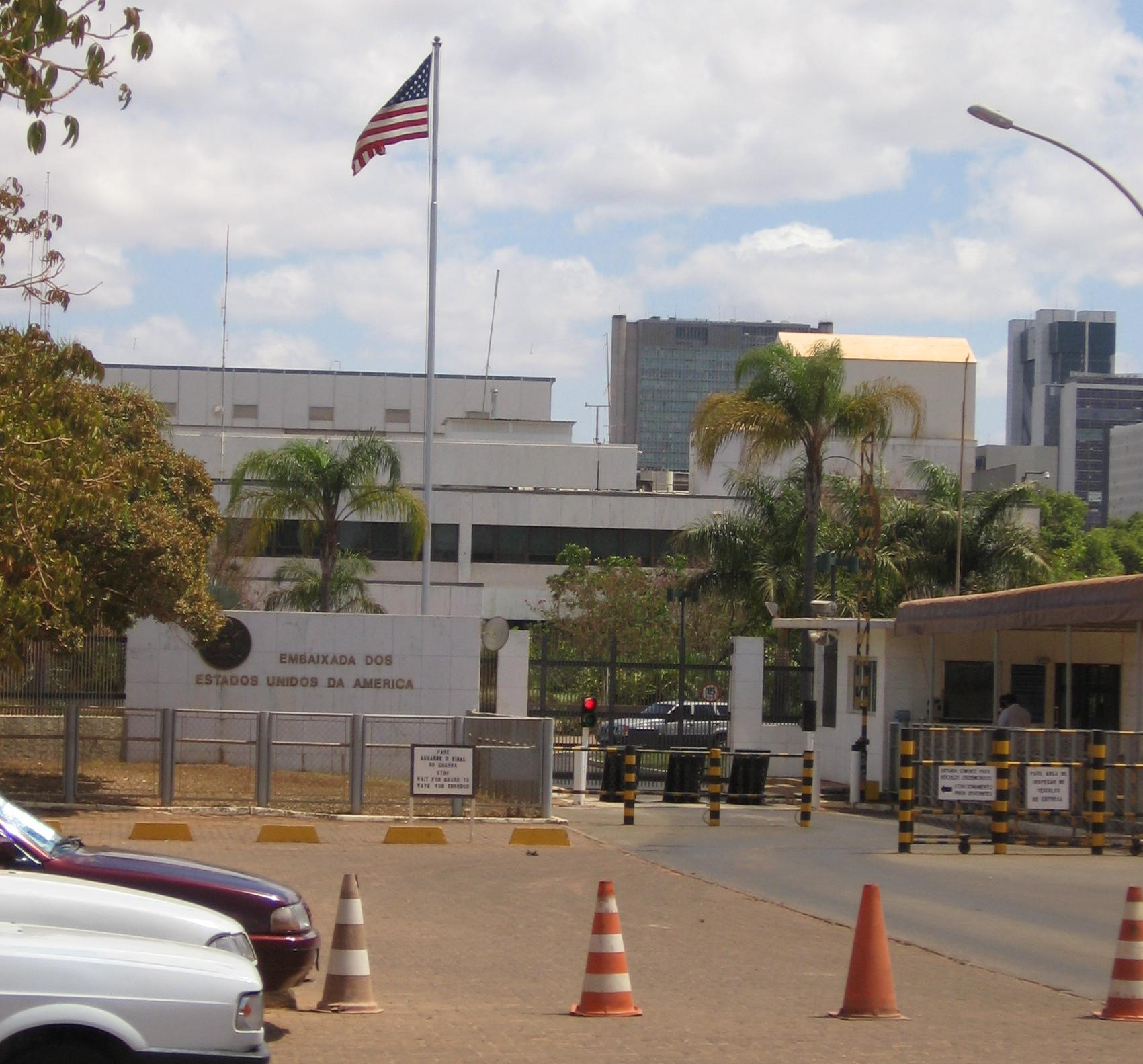
Embaixada dos Estados Unidos em Brasília

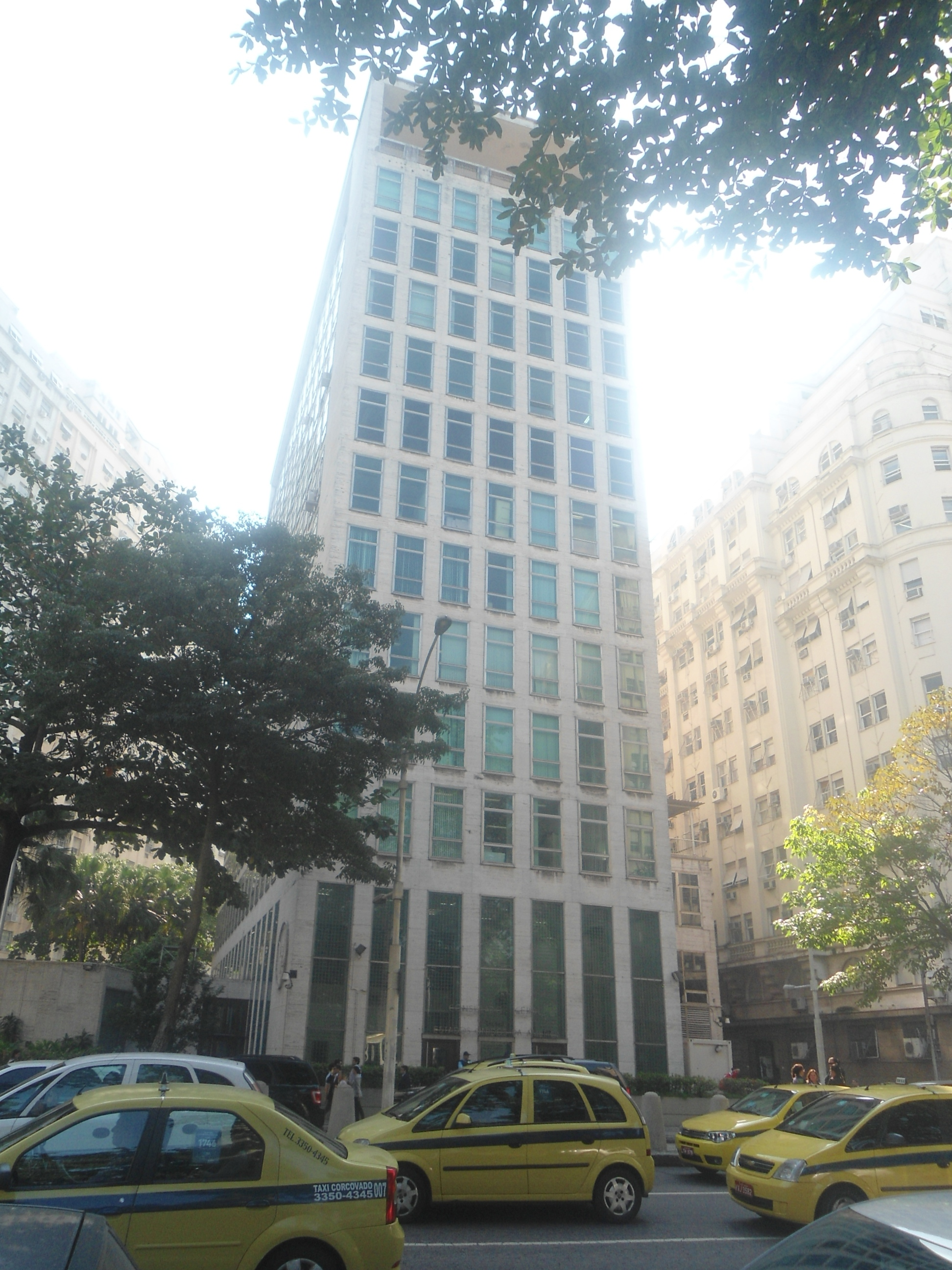
Consulado Geral dos Estados Unidos no Rio de Janeiro

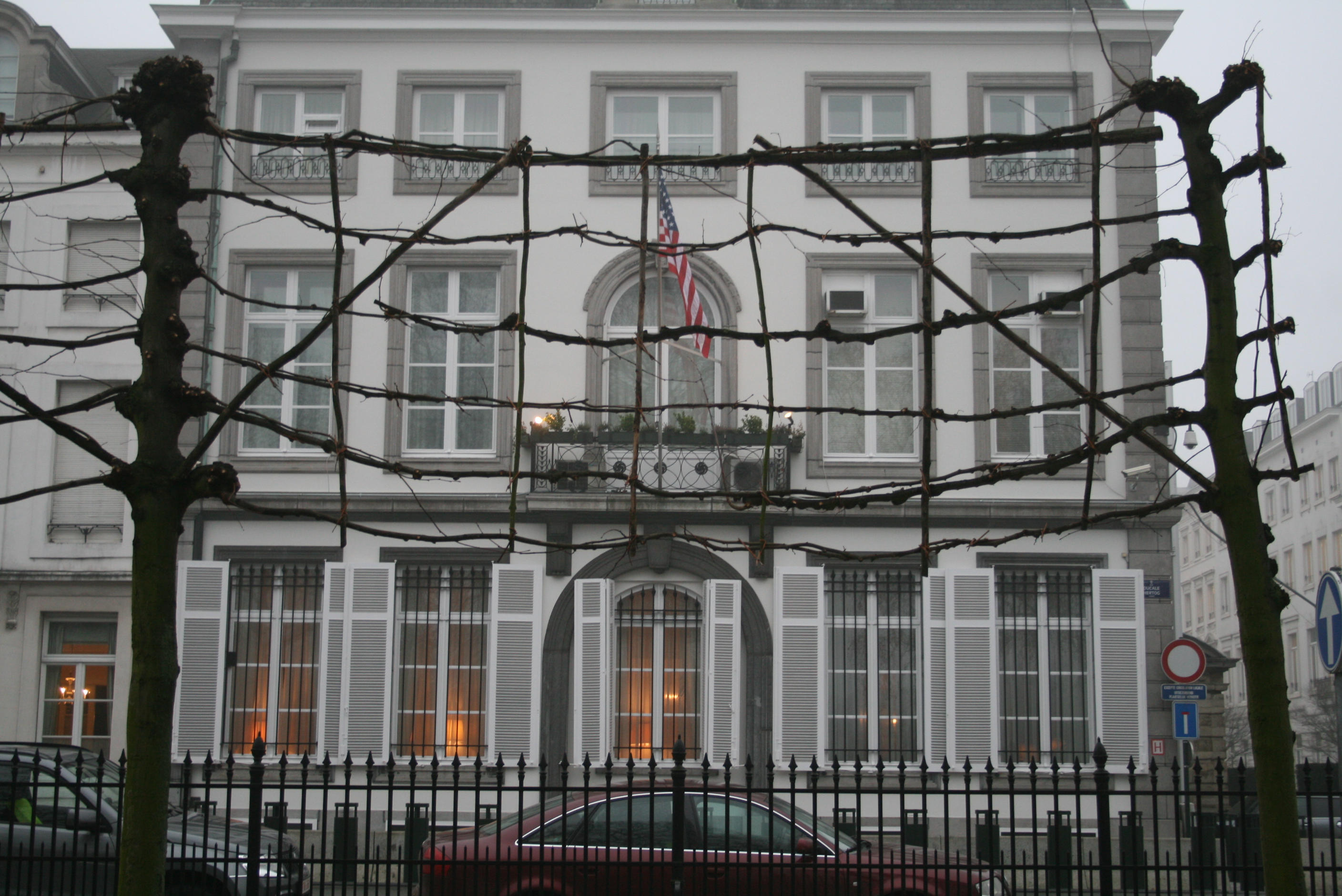
Embaixada dos Estados Unidos em Bruxelas

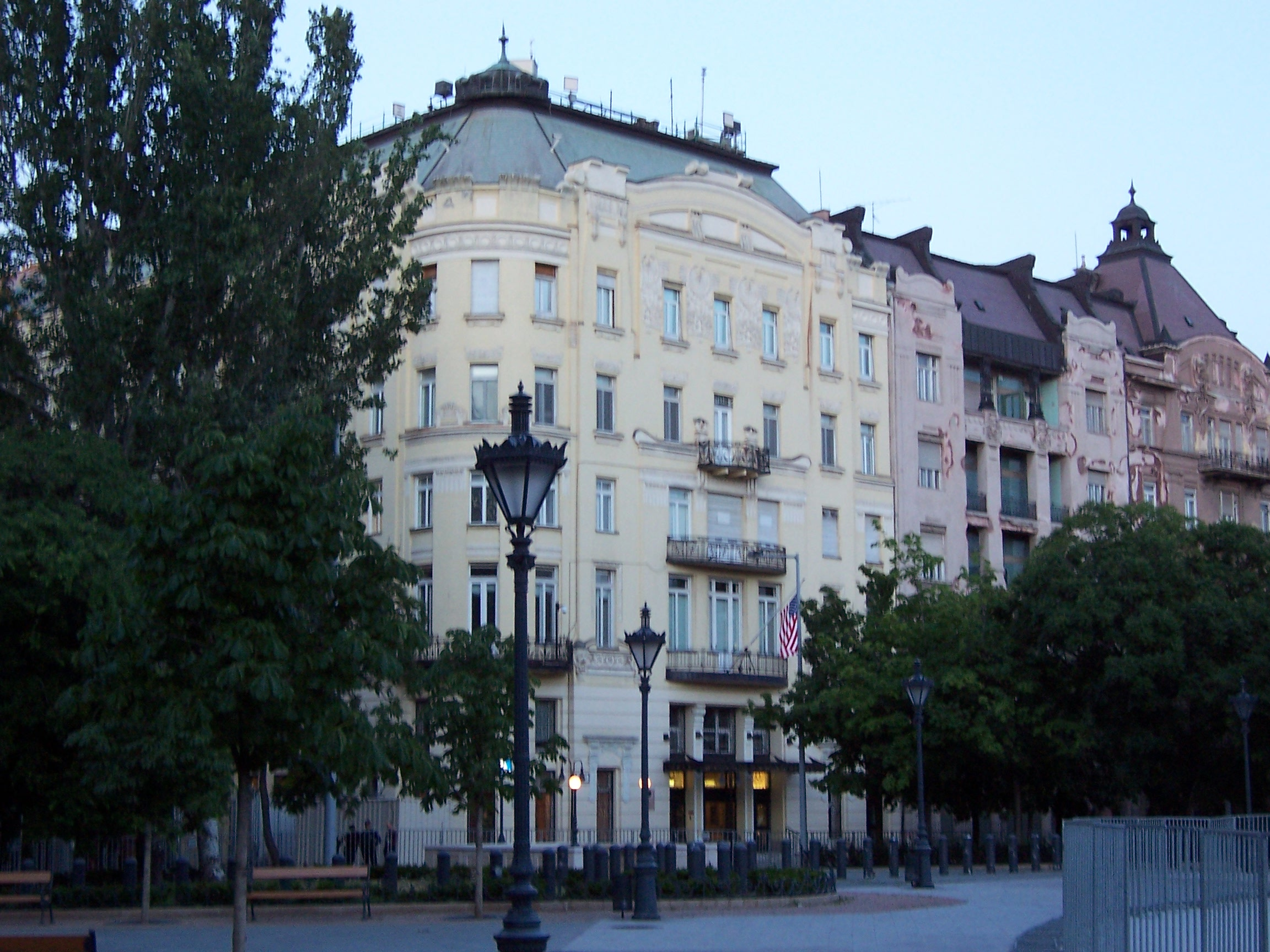
Embaixada dos Estados Unidos em Budapeste

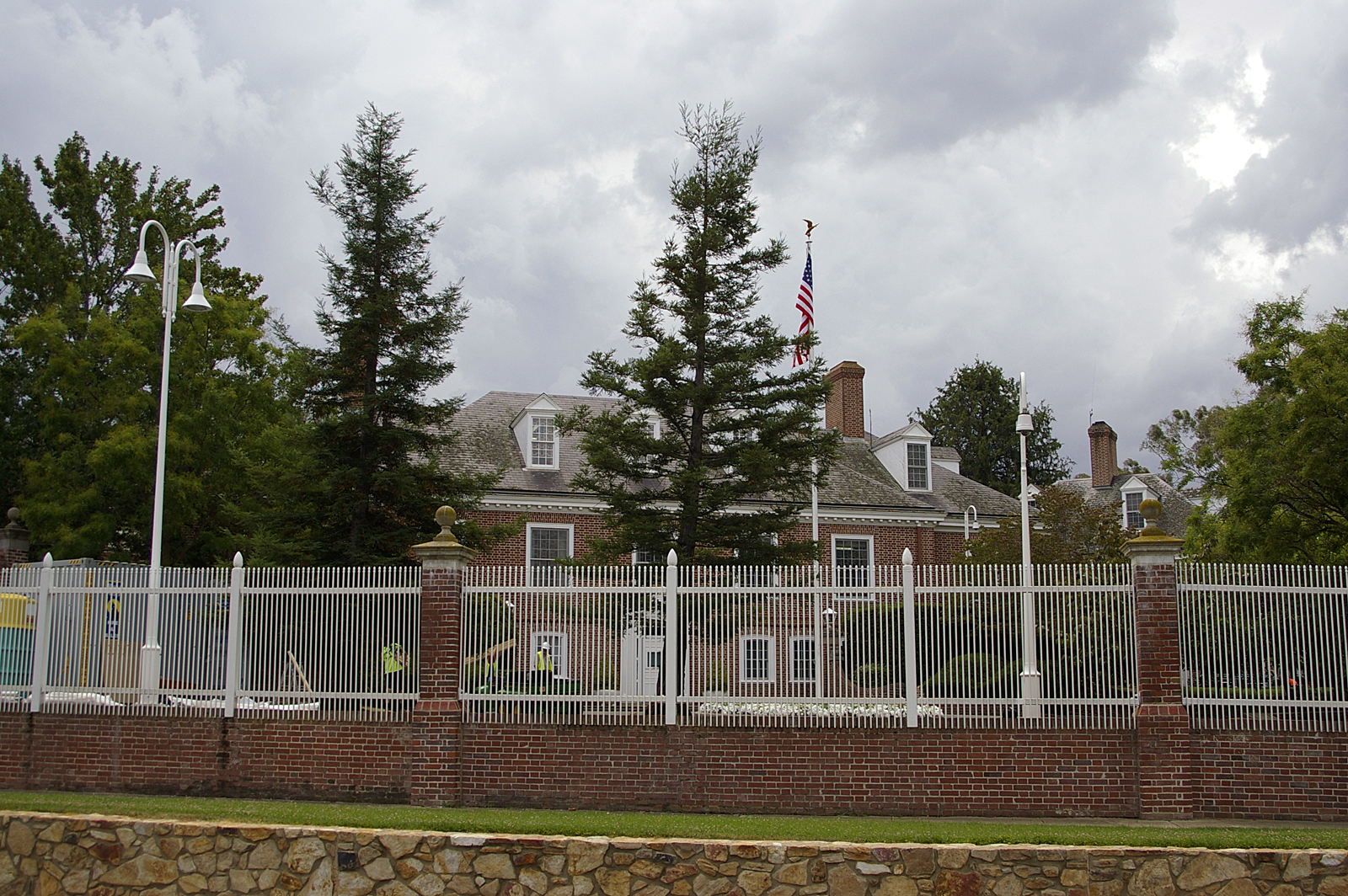
Embaixada dos Estados Unidos em Canberra

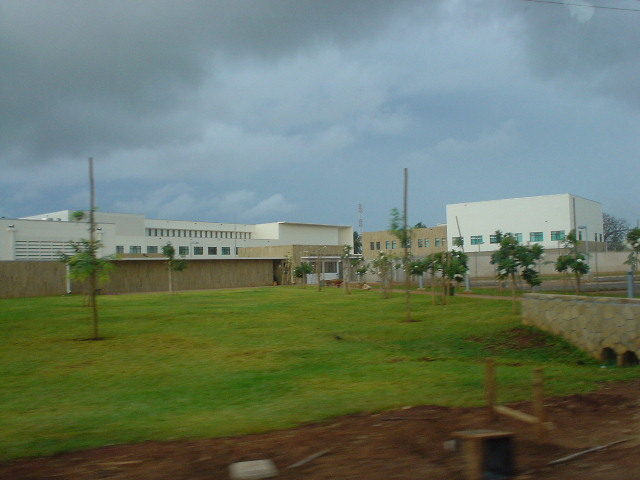
Embaixada dos Estados Unidos em Dar-es-salaam

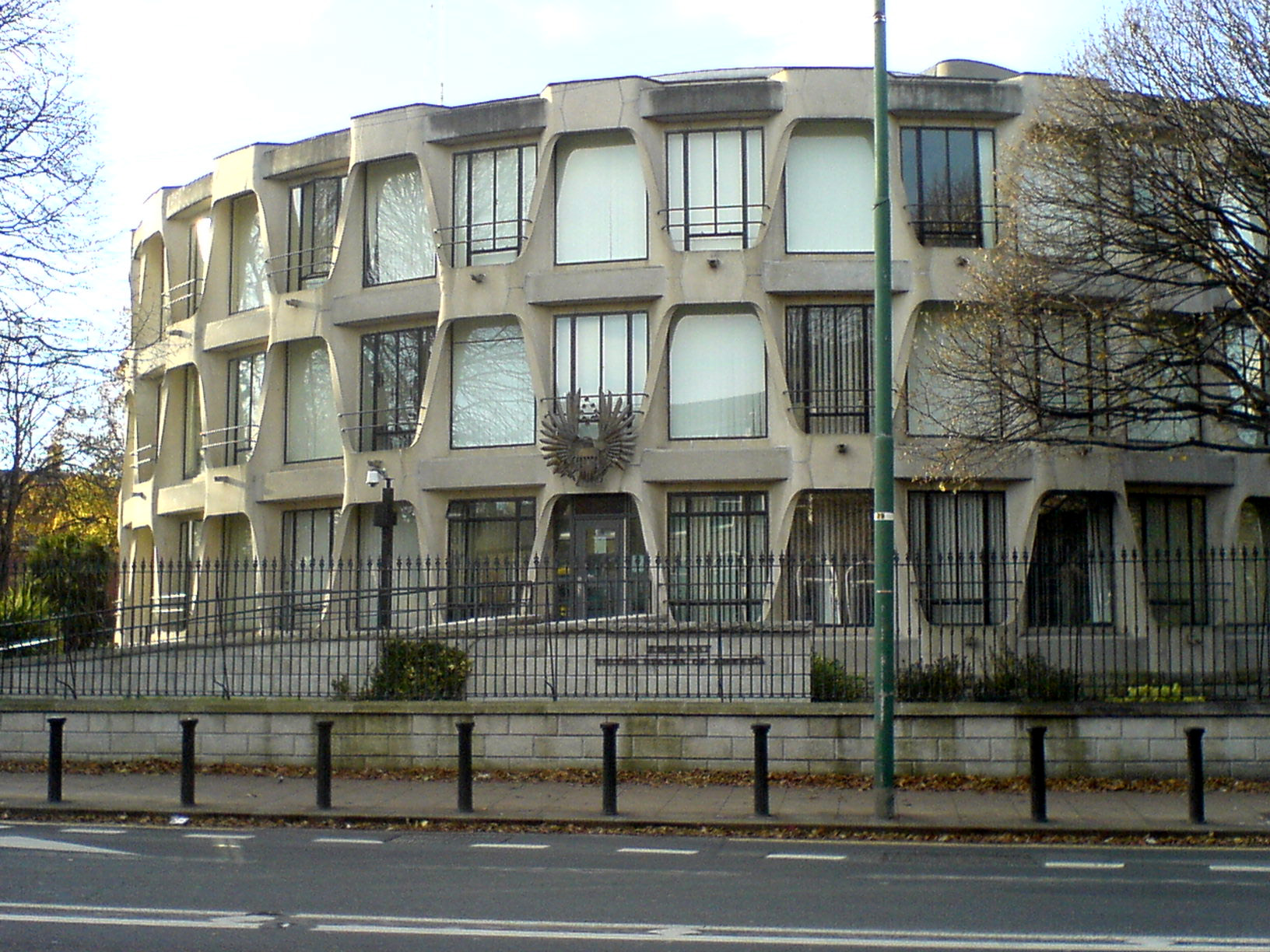
Embaixada dos Estados Unidos em Dublin

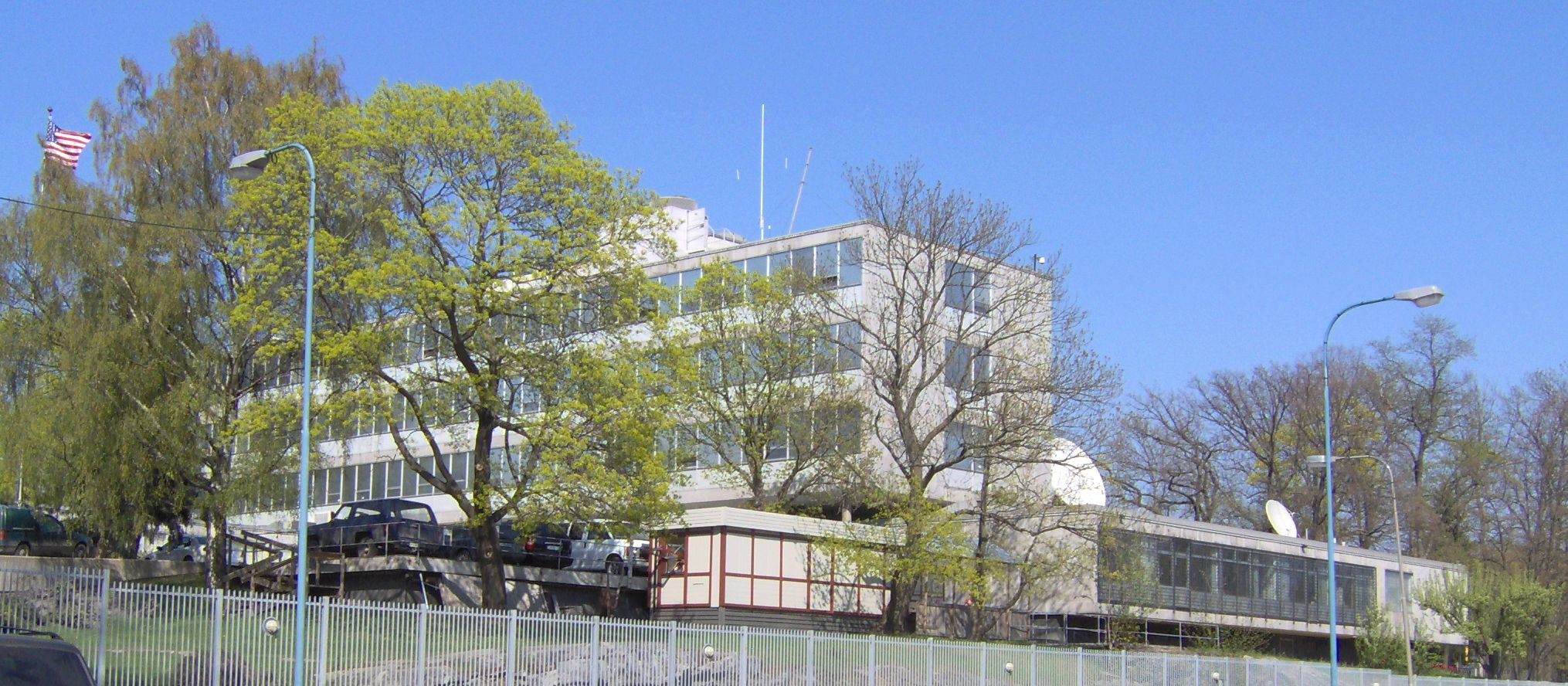
Embaixada dos Estados Unidos em Estocolmo

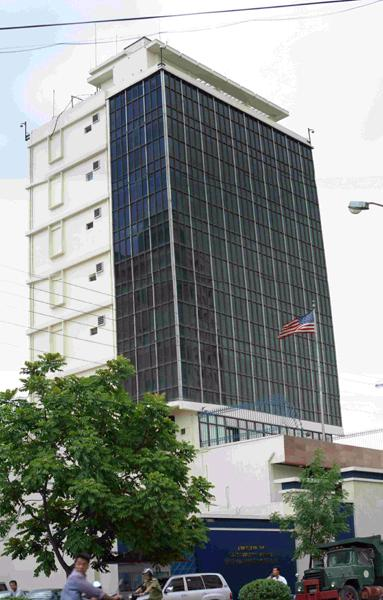
Embaixada dos Estados Unidos em Hanói

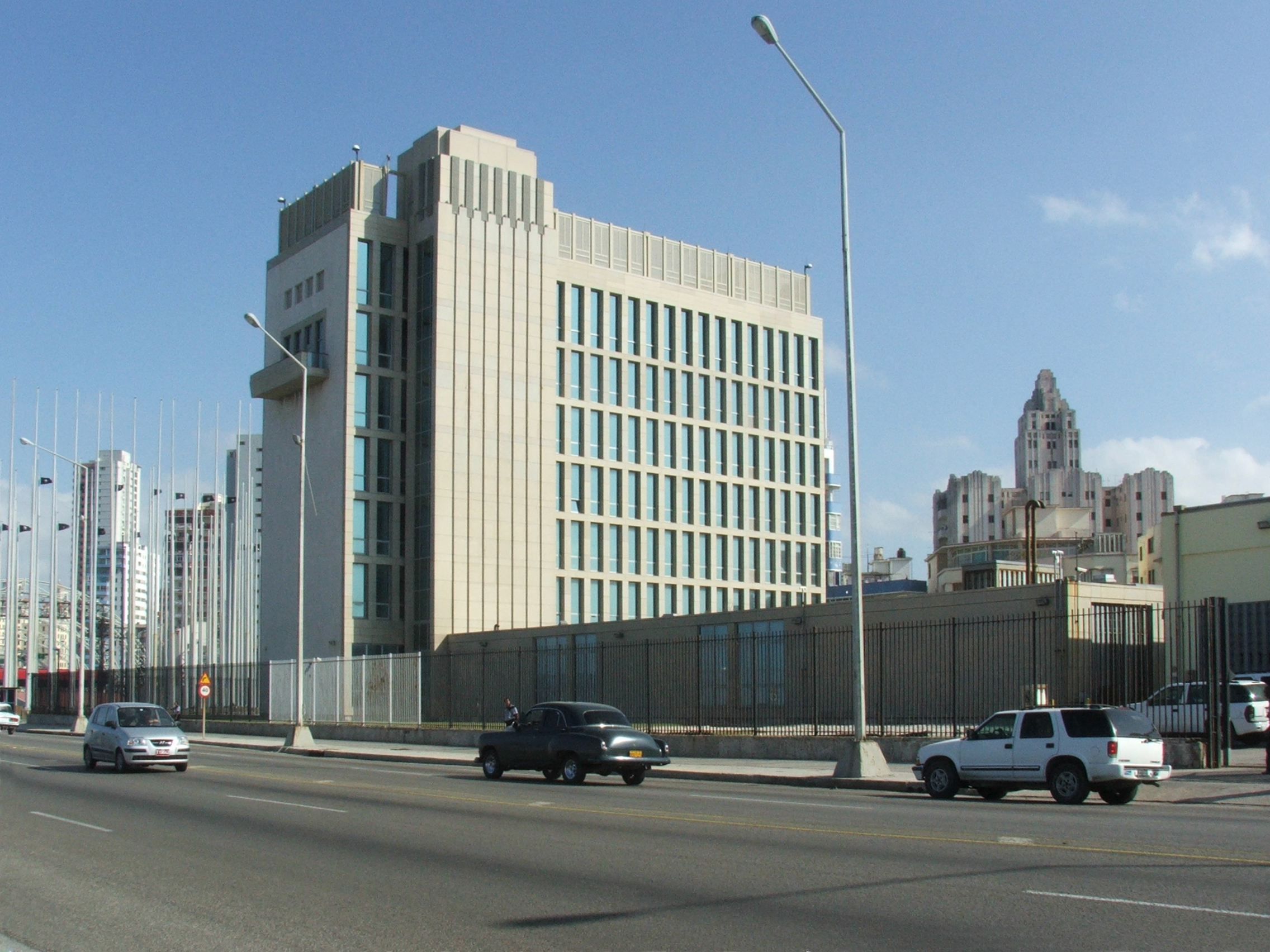
Embaixada dos Estados Unidos em Havana

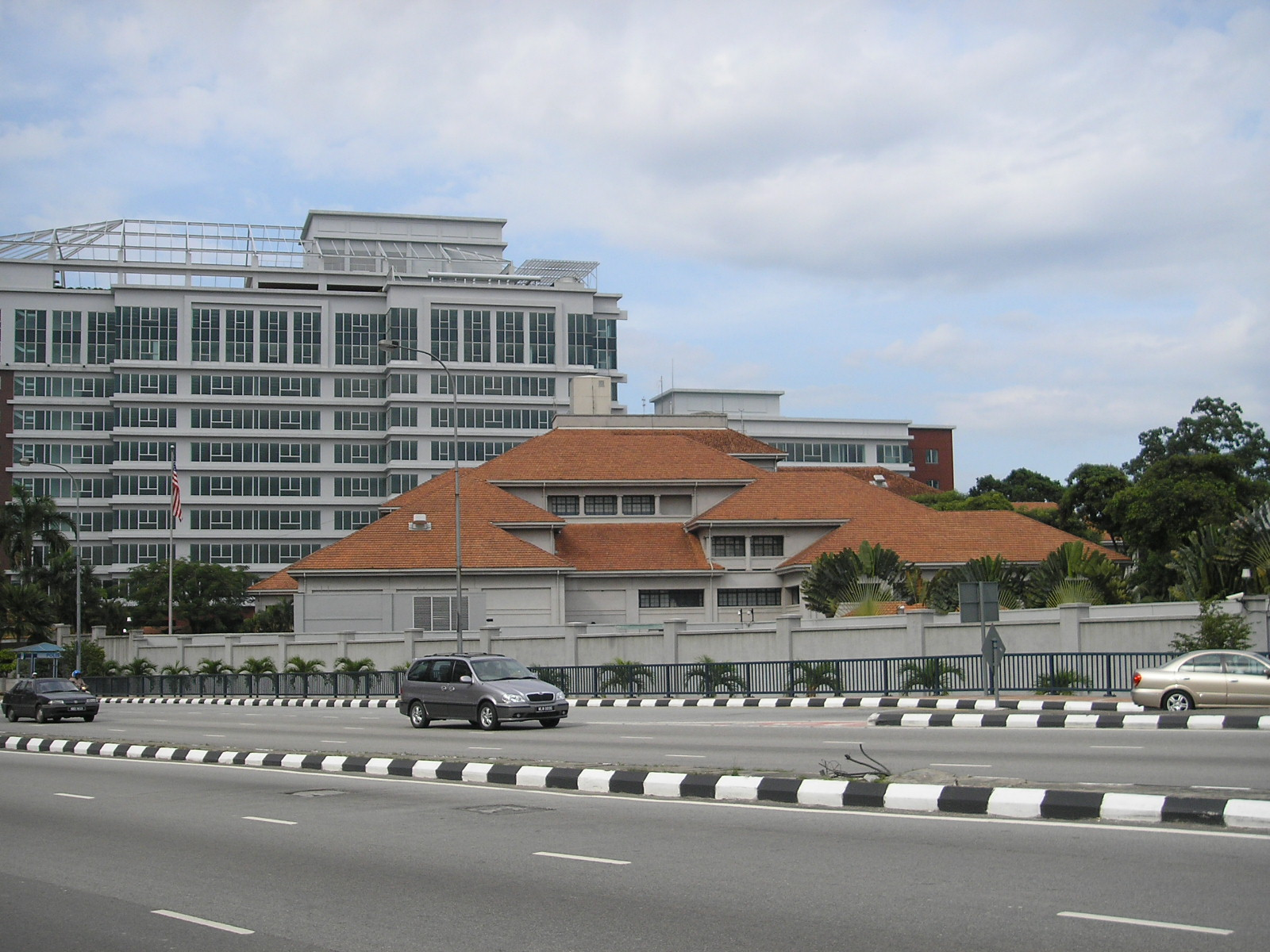
Embaixada dos Estados Unidos em Kuala Lumpur

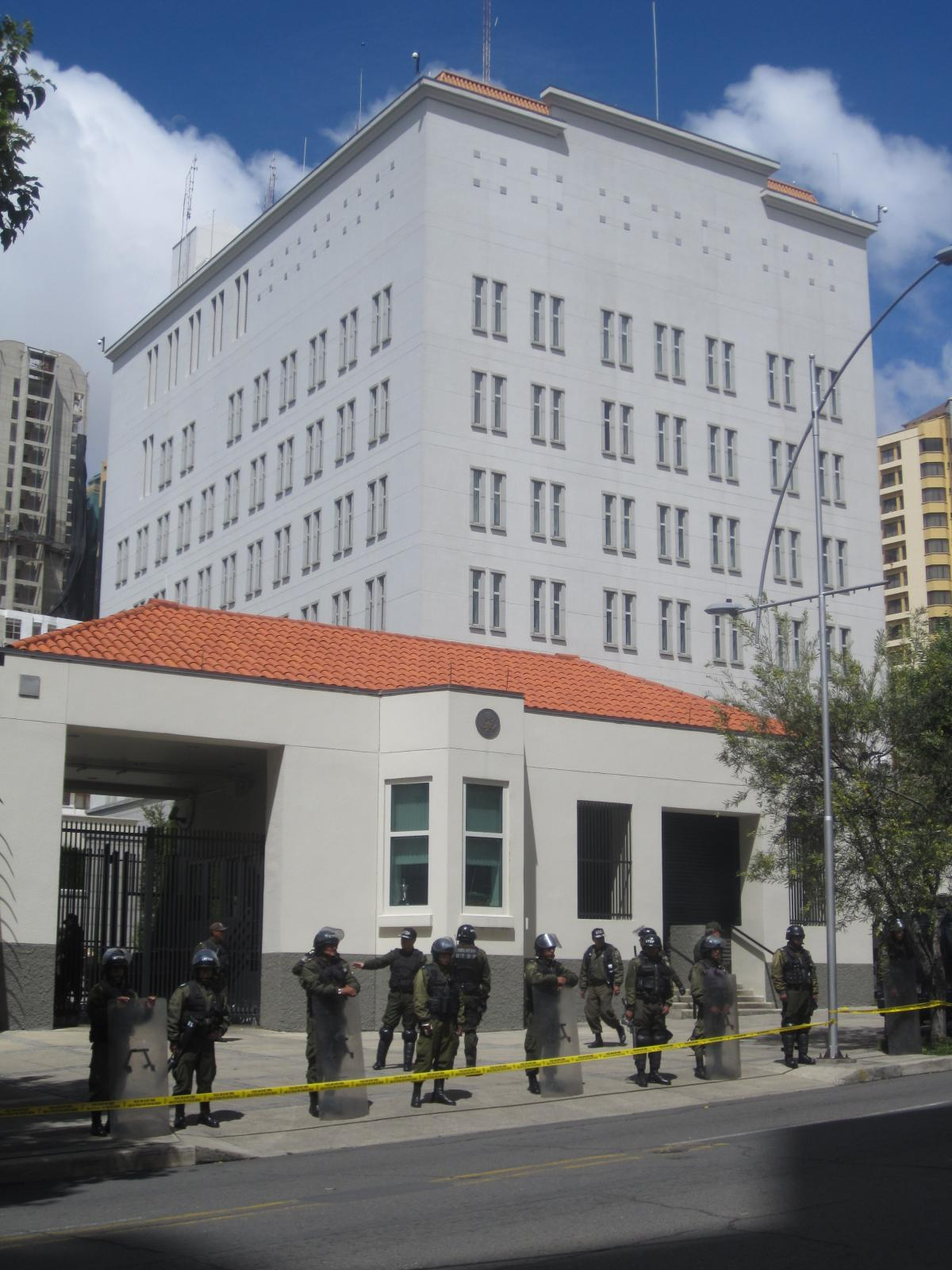
Embaixada dos Estados Unidos em La Paz

Embaixada dos Estados Unidos em Libreville

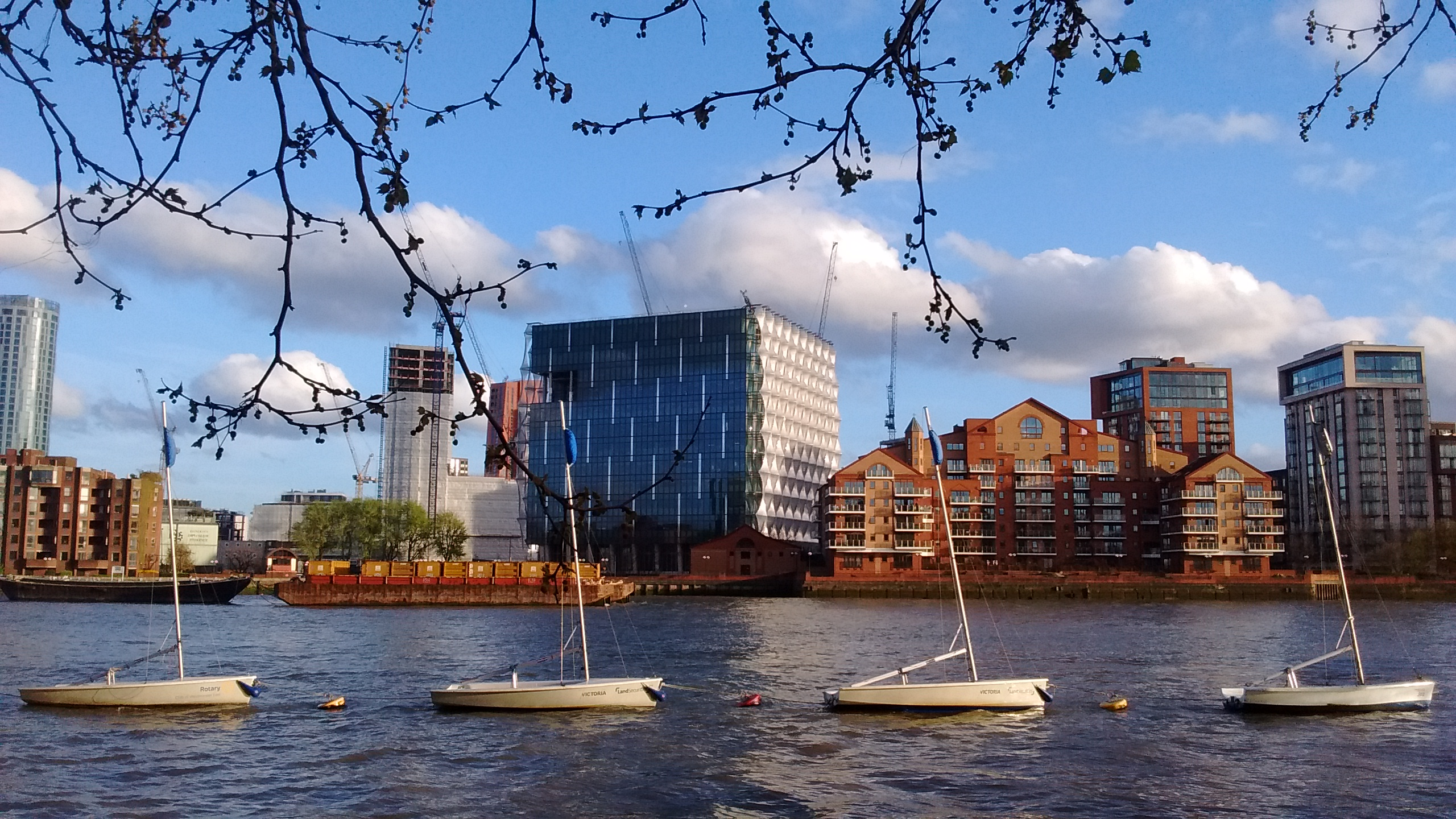
Embaixada dos Estados Unidos em Londres

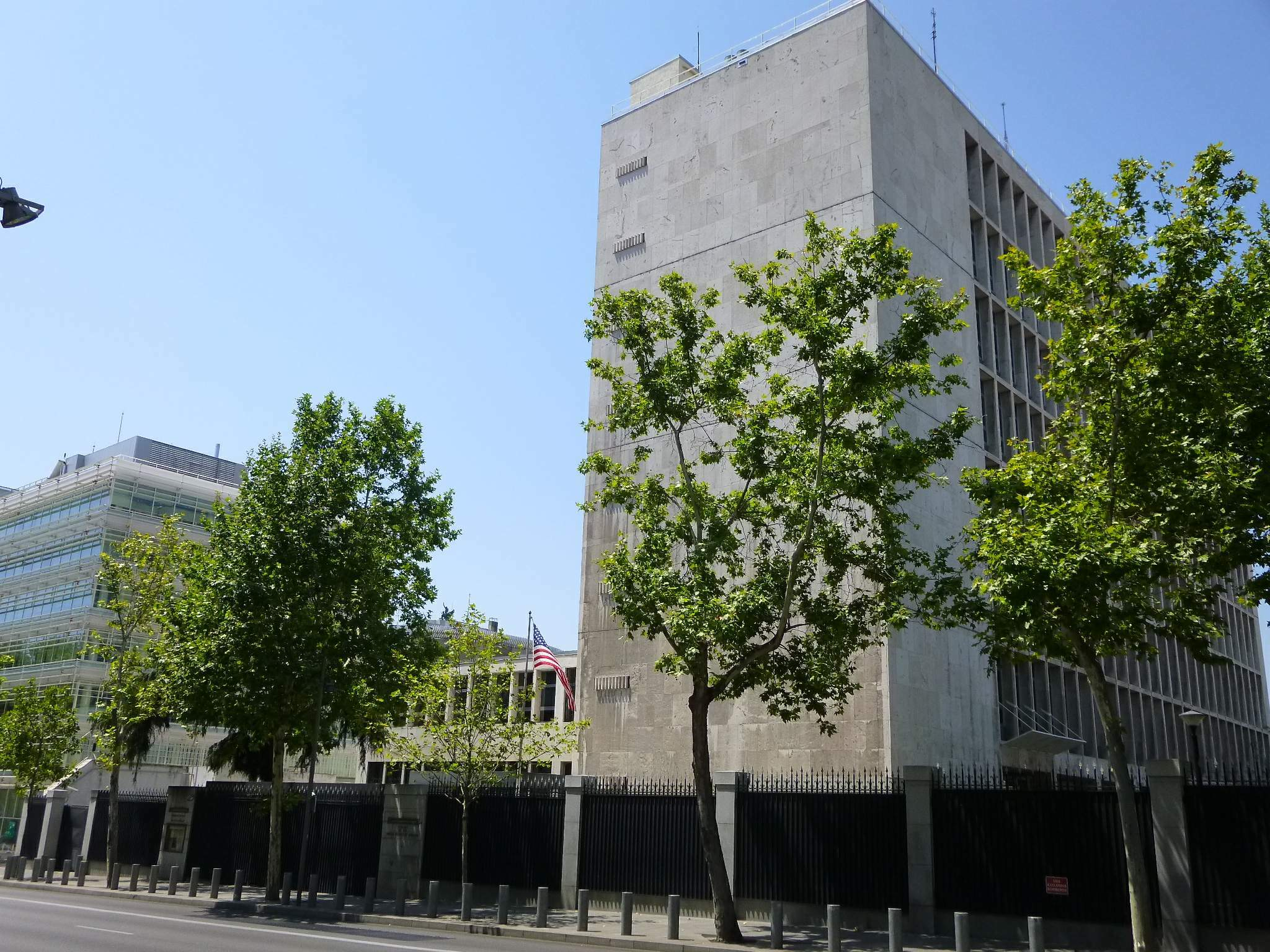
Embaixada dos Estados Unidos em Madrid

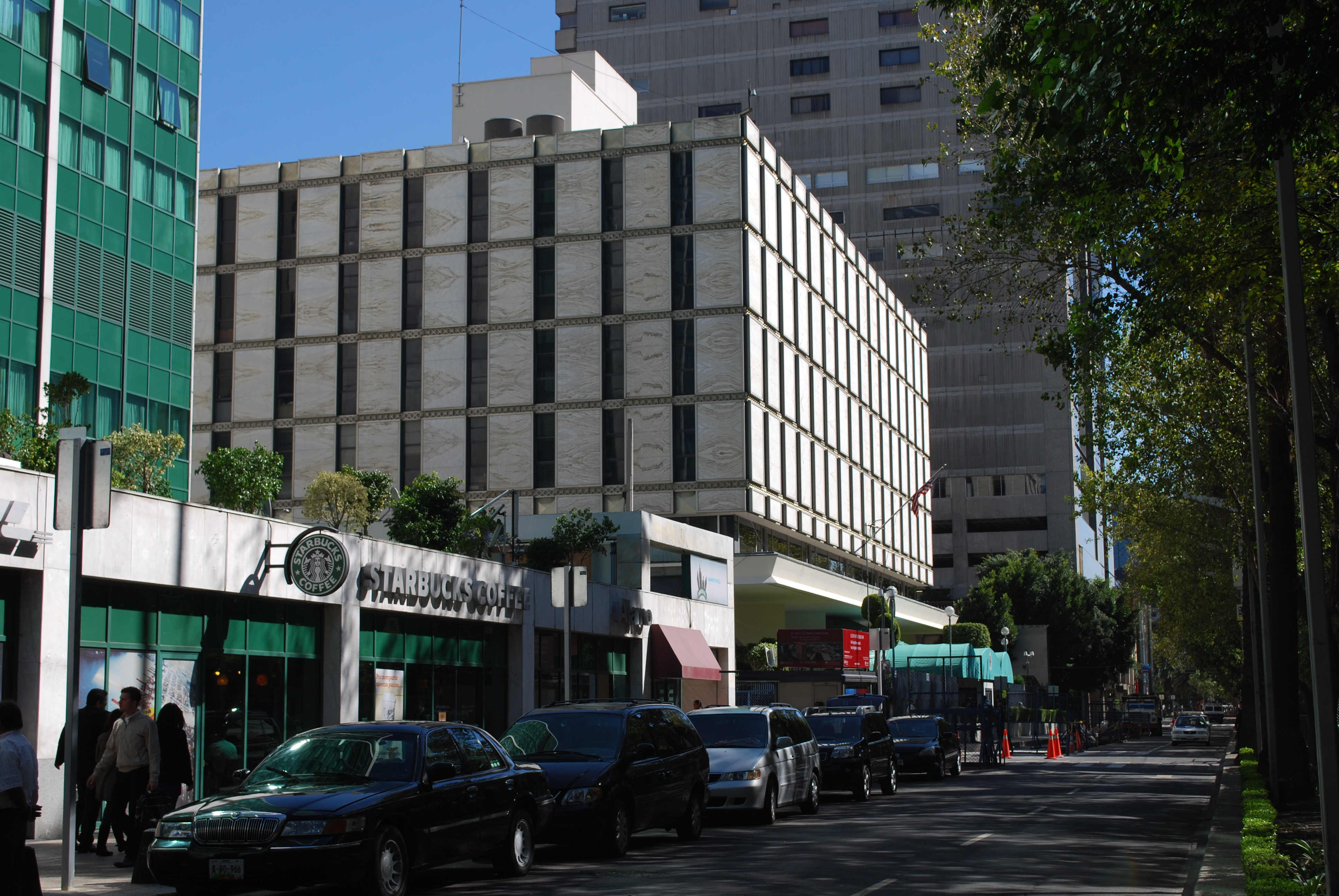
Embaixada dos Estados Unidos na Cidade do México

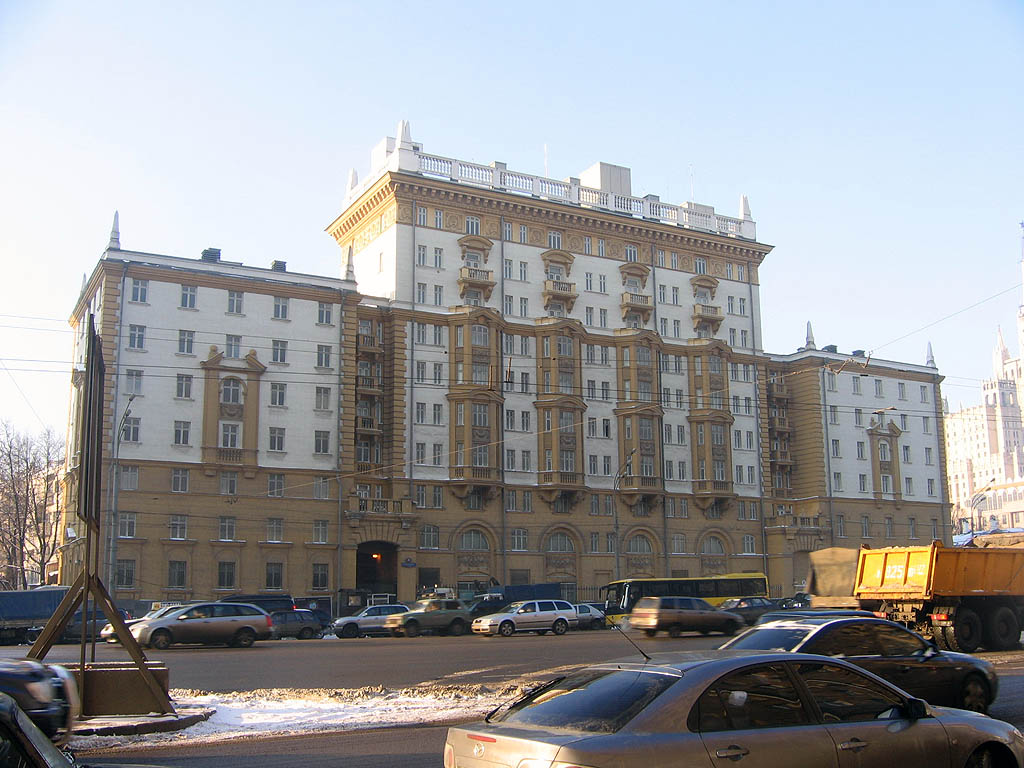
Embaixada dos Estados Unidos em Moscou

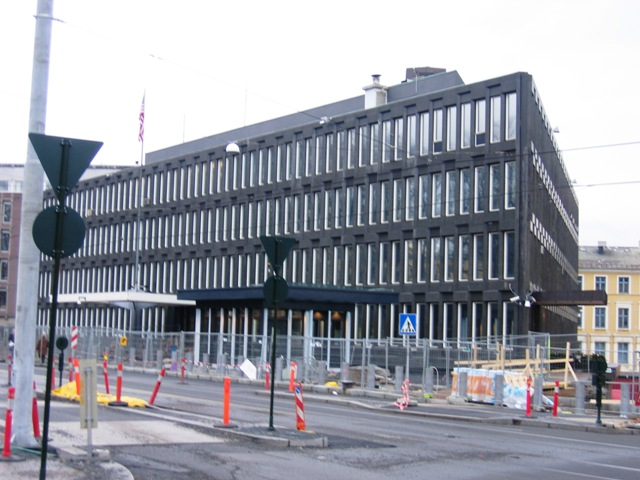
Embaixada dos Estados Unidos em Oslo

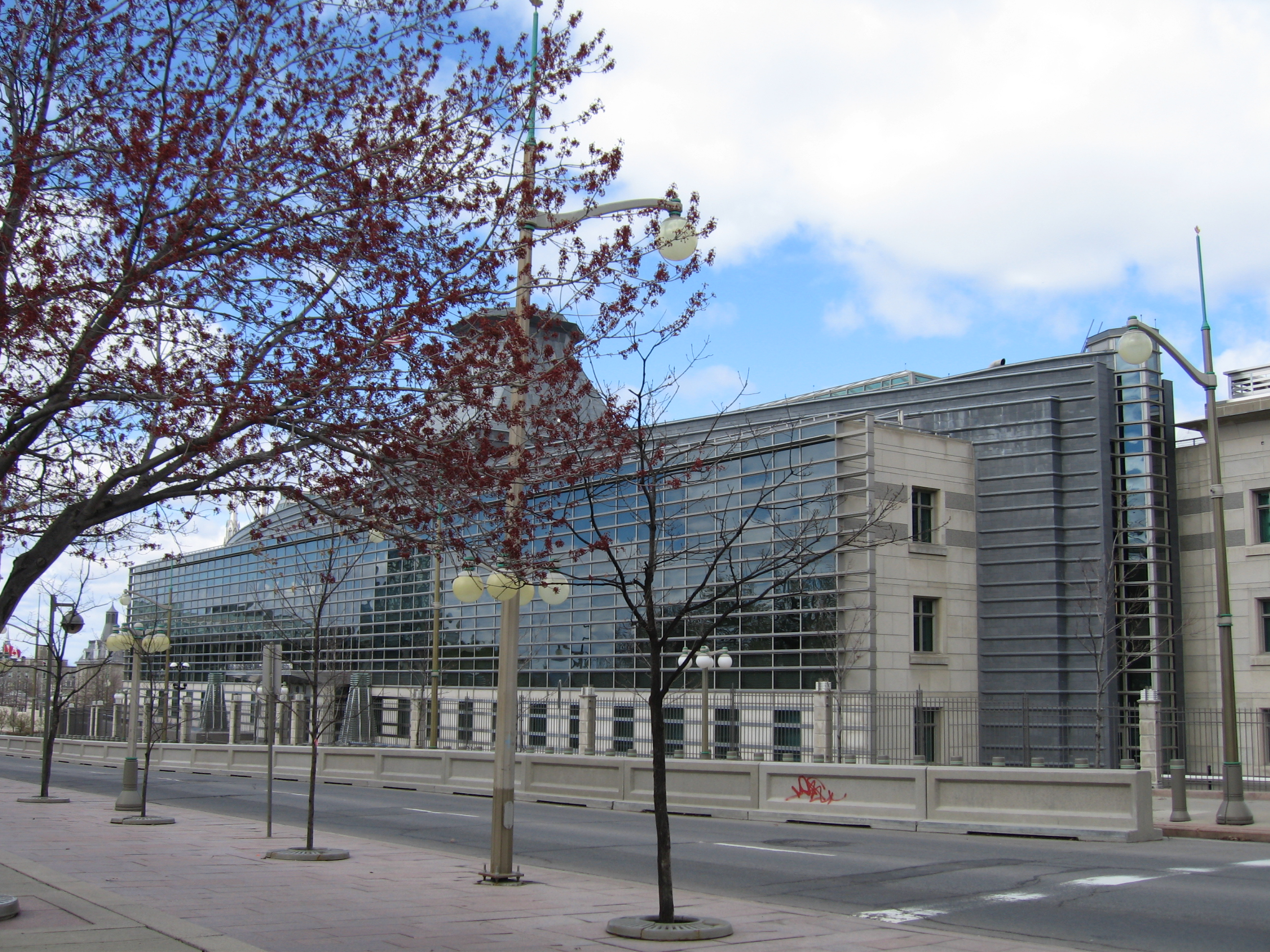
Embaixada dos Estados Unidos em Ottawa

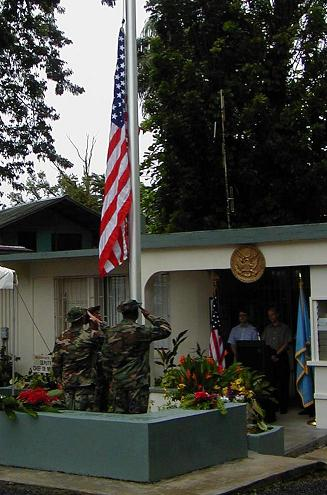
Embaixada dos Estados Unidos em Paliquir

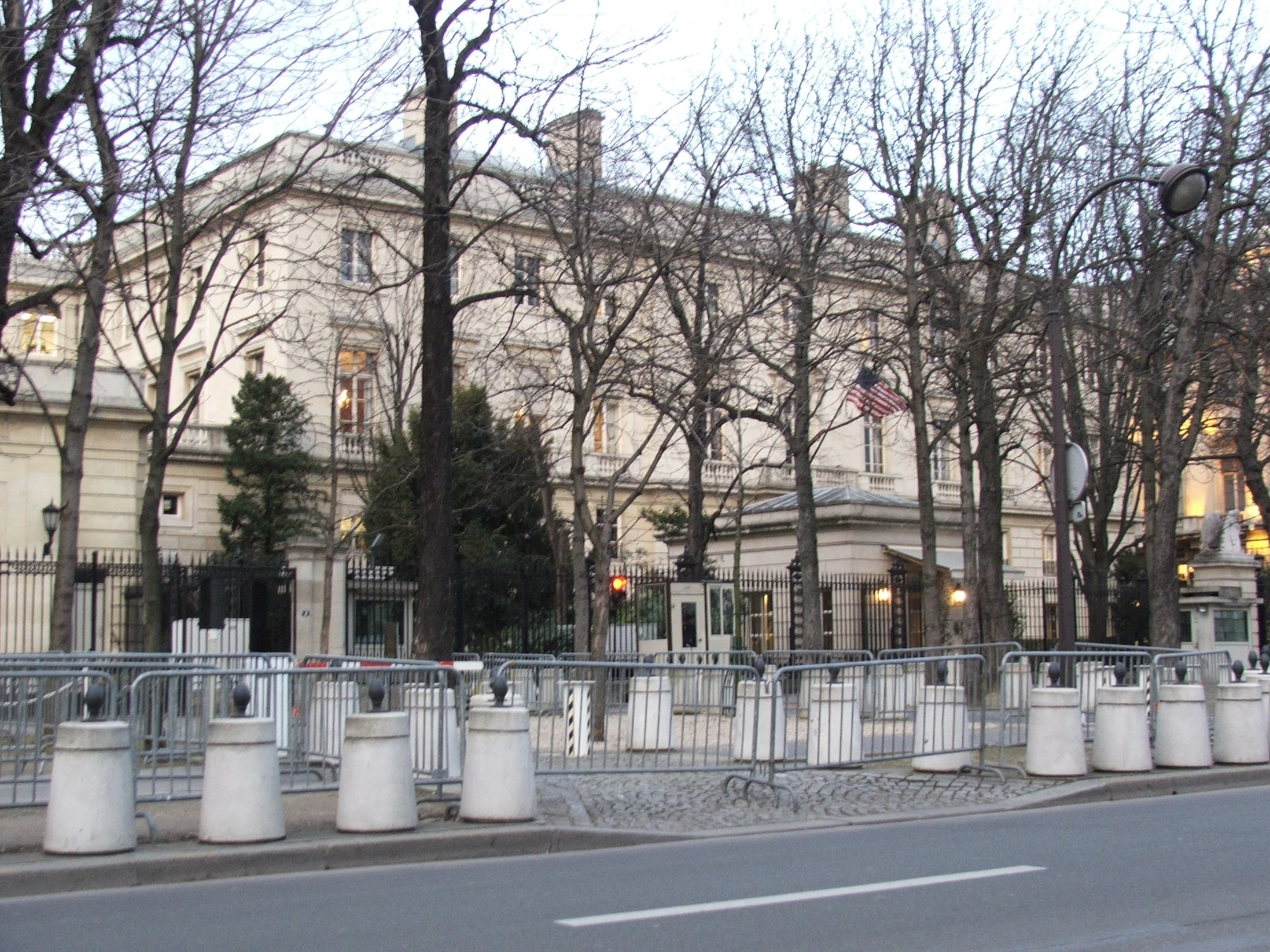
Embaixada dos Estados Unidos em Paris

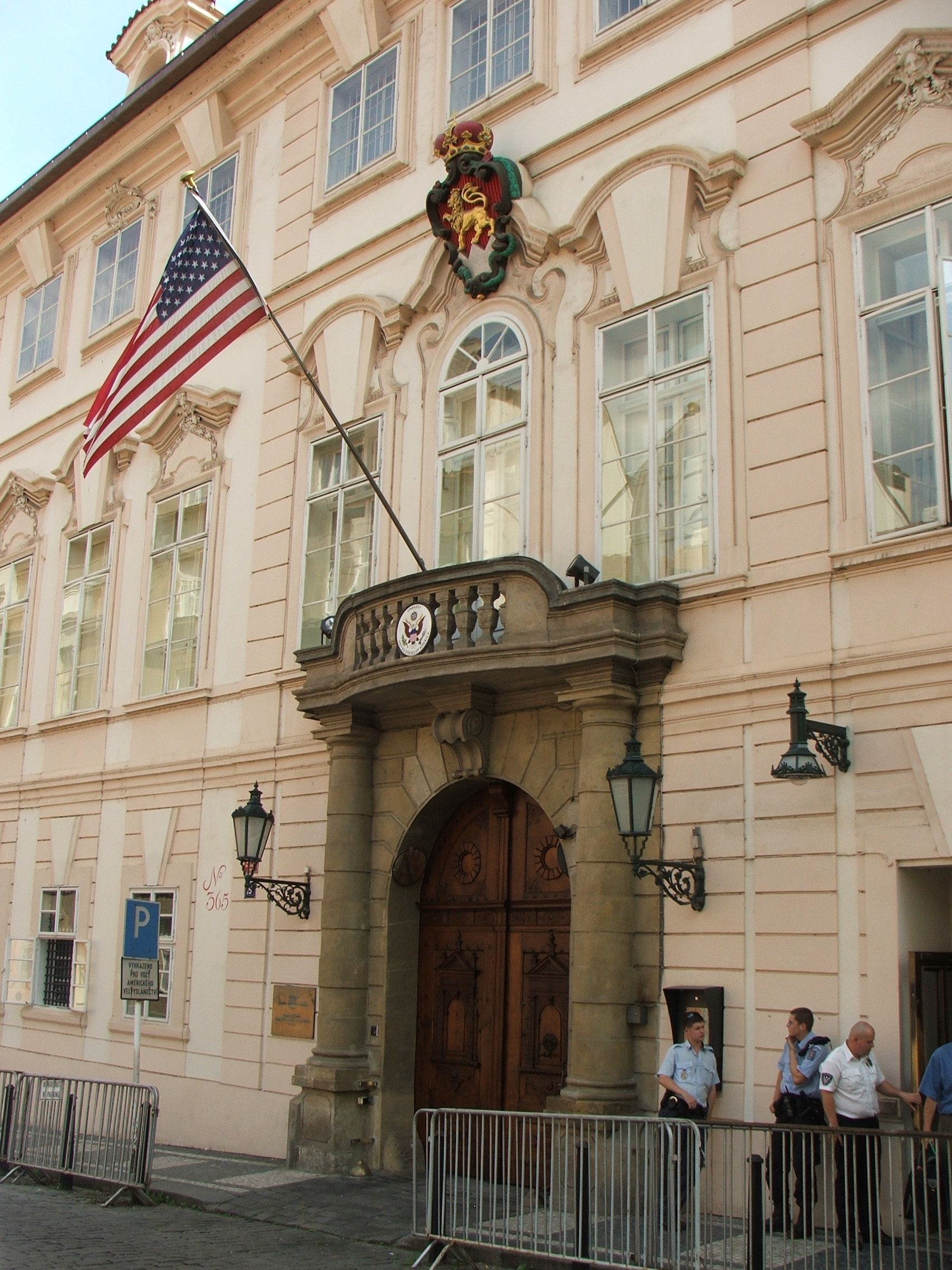
Embaixada dos Estados Unidos em Praga

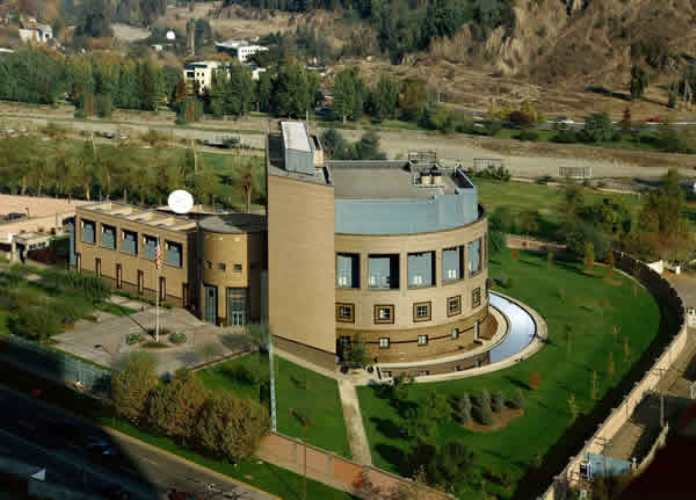
Embaixada dos Estados Unidos em Santiago de Chile

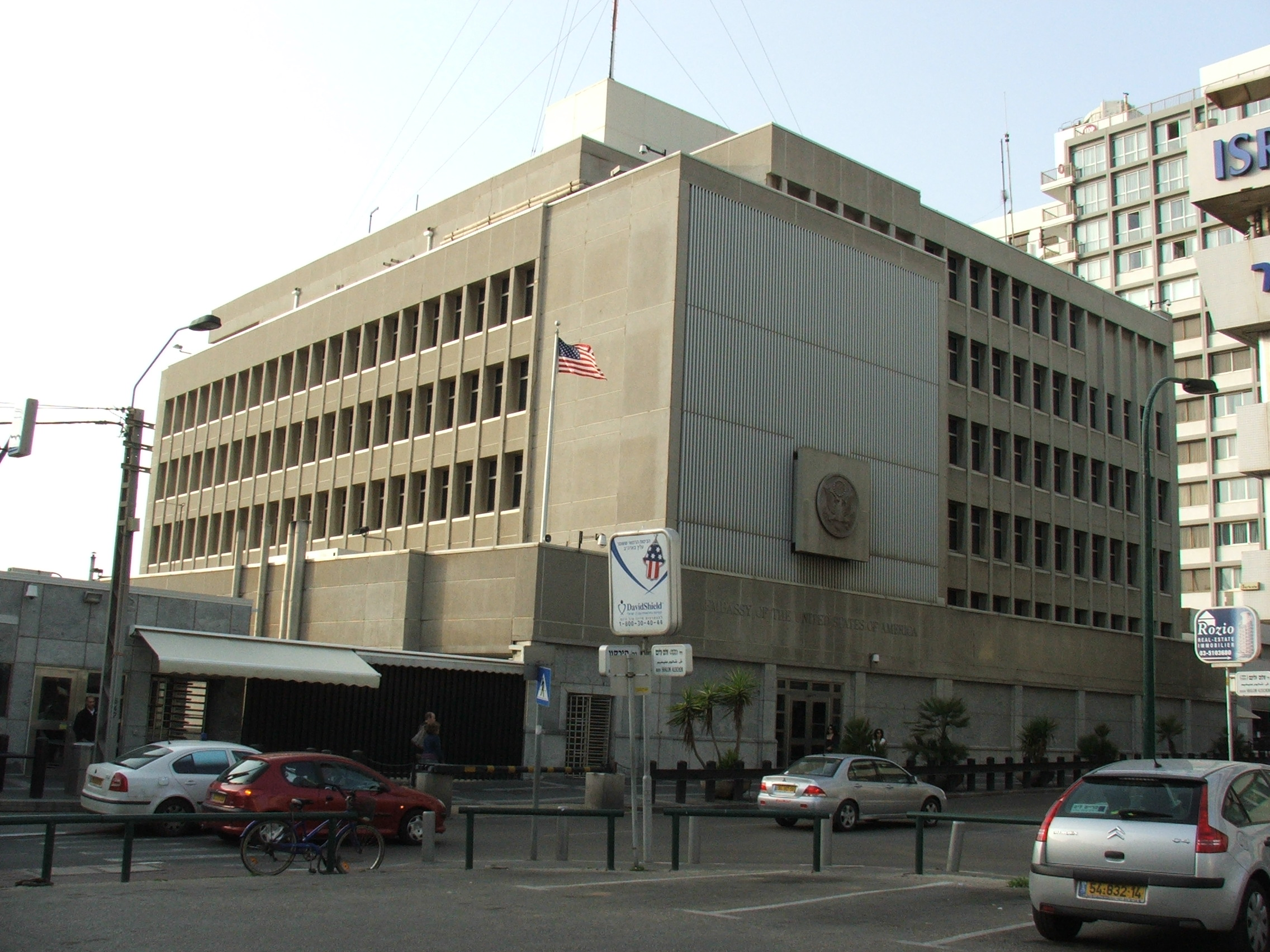
Escritório da Embaixada dos Estados Unidos em Telavive

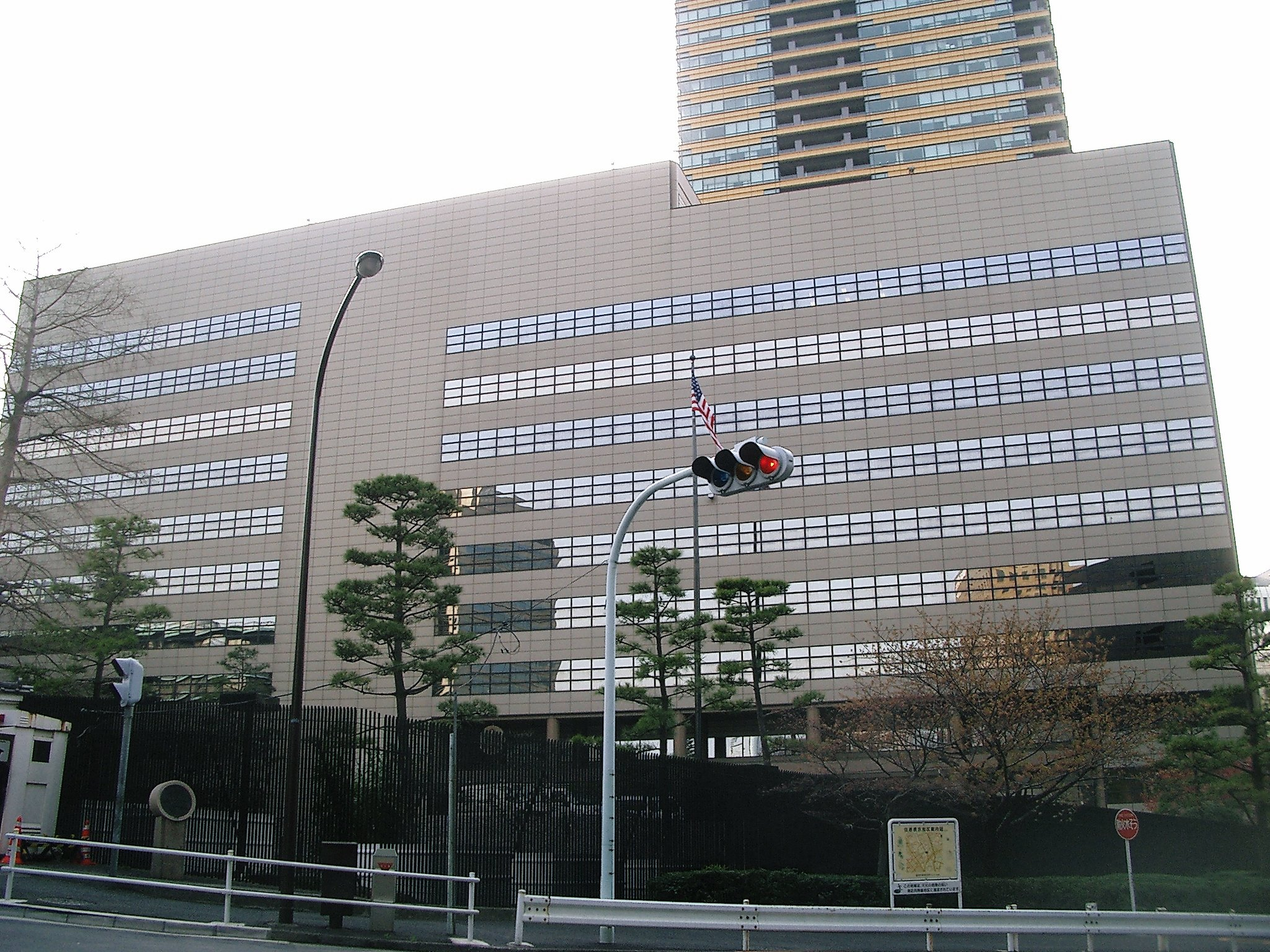
Embaixada dos Estados Unidos em Tóquio

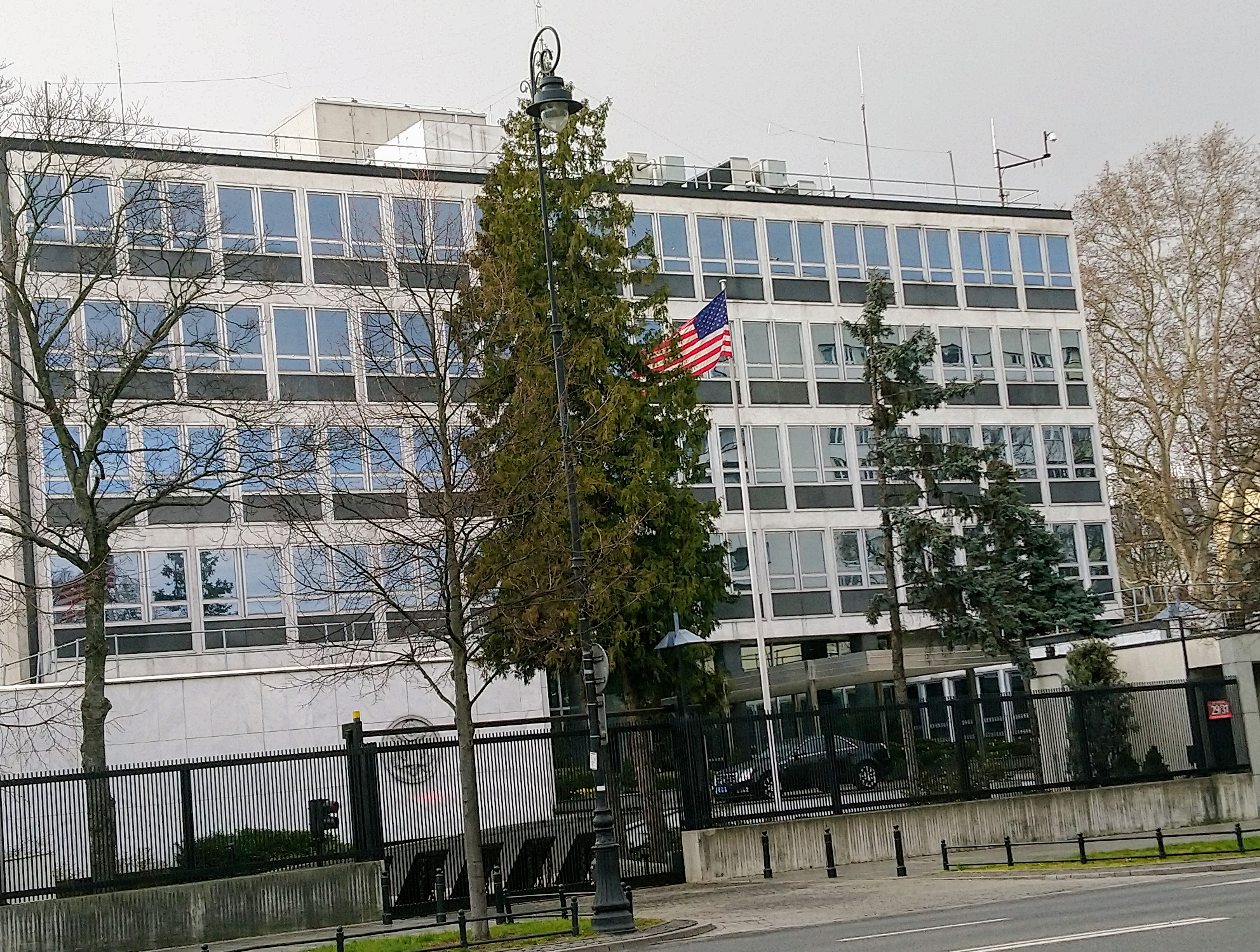
Embaixada dos Estados Unidos em Varsóvia

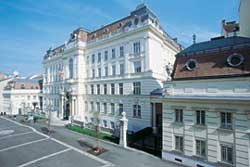
Embaixada dos Estados Unidos em Viena

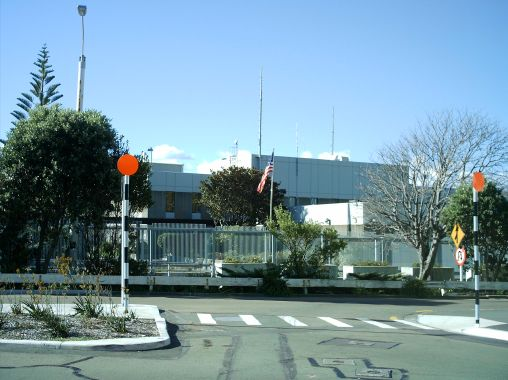
Embaixada dos Estados Unidos em Wellington

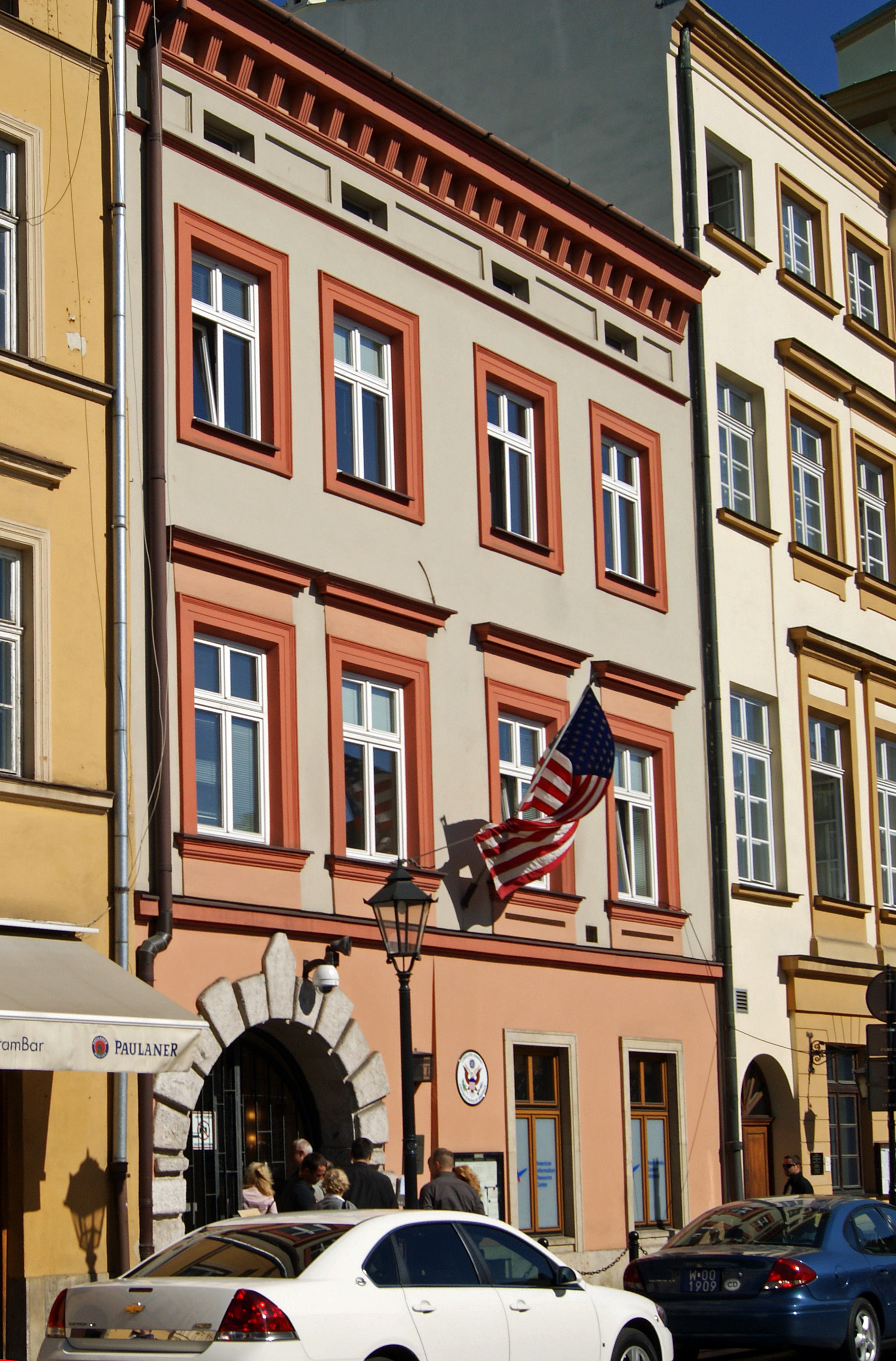
Consulado-Geral de Estados Unidos em Cracóvia

- África do Sul
  - Pretória (Embaixada)
  - Cidade do Cabo (Consulado-Geral)
  - Durban (Consulado-Geral)
  - Joanesburgo (Consulado-Geral)
- Angola
  - Luanda (Embaixada)
- Argélia
  - Argel (Embaixada)
- Benim
  - Cotonu (Embaixada)
- Botswana
  - Gaborone (Embaixada)
- Burquina Fasso
  - Uagadugu (Embaixada)
- Burundi
  - Bujumbura (Embaixada)
- Cabo Verde
  - Praia (Embaixada)
- Camarões
  - Iaundé (Embaixada)
- Chade
  - Jamena (Embaixada)
- Costa do Marfim
  - Abidjã (Embaixada)
- Djibuti
  - Jibuti (Embaixada)
- Egito
  - Cairo (Embaixada)
- Eritreia
  - Asmara (Embaixada)
- Etiópia
  - Adis Abeba (Embaixada)
- Gabão
  - Librevile (Embaixada)
- Gâmbia
  - Banjul (Embaixada)
- Gana
  - Acra (Embaixada)
- Guiné
  - Conacri (Embaixada)
- Guiné Equatorial
  - Malabo (Embaixada)
- Lesoto
  - Maseru (Embaixada)
- Libéria
  - Monróvia (Embaixada)
- Madagáscar
  - Antananarivo (Embaixada)
- Malawi
  - Lilongué (Embaixada)
- Mali
  - Bamaco (Embaixada)
- Marrocos
  - Rabat (Embaixada)
  - Casablanca (Consulado-Geral)
- Ilhas Maurícias
  - Porto Luís (Embaixada)
- Mauritânia
  - Nuaquexote (Embaixada)
- Moçambique
  - Maputo (Embaixada)
- Namíbia
  - Vinduque (Embaixada)
- Níger
  - Niamei (Embaixada)
- Nigéria
  - Abuja (Embaixada)
  - Lagos (Consulado-Geral)
- Quênia
  - Nairóbi (Embaixada)
- República do Congo
  - Brazzaville (Embaixada)
- República Democrática do Congo
  - Quinxassa (Embaixada)
- Ruanda
  - Quigali (Embaixada)
- Seicheles
  - Vitória (Embaixada)
- Senegal
  - Dacar (Embaixada)
- Serra Leoa
  - Freetown (Embaixada)
- Somália
  - Mogadíscio (Embaixada)
- Essuatíni
  - Mebabane (Embaixada)
- Sudão do Sul
  - Juba (Embaixada)
- Tanzânia
  - Dar es Salã (Embaixada)
- Togo
  - Lomé (Embaixada)
- Tunísia
  - Tunis (Embaixada)
- Uganda
  - Campala (Embaixada)
- Zâmbia
  - Lusaca (Embaixada)
- Zimbabwe
  - Harare (Embaixada)

## América
- Antígua e Barbuda
  - São João (Agência Consular)
- Argentina
  - Buenos Aires (Embaixada)
- Bahamas
  - Nassau (Embaixada)
- Barbados
  - Bridgetown (Embaixada)
- Belize
  - Belmopã (Embaixada)
- Bolívia
  - La Paz (Embaixada)
- Brasil
  - Brasília (Embaixada)
  - Rio de Janeiro (Consulado-Geral)
  - São Paulo (Consulado-Geral)
  - Recife (Consulado)
  - Porto Alegre (Consulado)
  - Belo Horizonte (Agência Consular)
  - Fortaleza (Agência Consular)
  - Manaus (Agência Consular)
  - Salvador (Agência Consular)
- Canadá
  - Ottawa (Embaixada)
  - Calgary (Consulado-Geral)
  - Halifax (Consulado-Geral)
  - Montreal (Consulado-Geral)
  - Quebec (Consulado-Geral)
  - Toronto (Consulado-Geral)
  - Vancouver (Consulado-Geral)
  - Winnipeg (Consulado)
- Chile
  - Santiago (Embaixada)
- Colômbia
  - Bogotá (Embaixada)
  - Cartagena das Índias (Consulado-Geral)
- Costa Rica
  - São José (Embaixada)
- Cuba
  - Havana (Embaixada)
- El Salvador
  - São Salvador (Embaixada)
- Equador
  - Quito (Embaixada)
  - Guayaquil (Consulado-General)
- Granada
  - São Jorge (Embaixada)
- Guatemala
  - Cidade da Guatemala (Embaixada)
- Guiana
  - Georgetown (Embaixada)
- Haiti
  - Porto Príncipe (Embaixada)
- Honduras
  - Tegucigalpa (Embaixada)
- Jamaica
  - Kingston (Embaixada)
- México
  - Cidade do México (Embaixada)
  - Ciudad Juárez (Consulado-Geral)
  - Guadalajara (Consulado-Geral)
  - Hermosillo (Consulado-Geral)
  - Matamoros (Consulado-Geral)
  - Monterrei (Consulado-General)
  - Tijuana (Consulado-General)
  - Mérida (Consulado)
  - Nogales (Consulado)
  - Nuevo Laredo (Consulado)
  - Acapulco (Agência Consular)
  - Cabo San Lucas (Agência Consular)
  - Cancún (Agência Consular)
  - Mazatlán (Agência Consular)
  - Oaxaca de Juárez (Agência Consular)
  - Piedras Negras (Agência Consular)
  - Playa del Carmen (Agência Consular)
  - Puerto Vallarta (Agência Consular)
  - San Miguel de Allende (Agência Consular)
- Nicarágua
  - Manágua (Embaixada)
- Panamá
  - Cidade do Panamá (Embaixada)
- Paraguai
  - Assunção (Embaixada)
- Peru
  - Lima (Embaixada)
  - Cusco (Agência Consular)
- República Dominicana
  - São Domingos (Embaixada)
- Suriname
  - Paramaribo (Embaixada)
- Trinidad e Tobago
  - Porto da Espanha (Embaixada)
- Uruguai
  - Montevideu (Embaixada)

## Ásia
- Arábia Saudita
  - Riade (Embaixada)
  - Darã (Consulado-Geral)
  - Gidá (Consulado-Geral)
- Armênia
  - Erevã (Embaixada)
- Azerbaijão
  - Bacu (Embaixada)
- Bahrein
  - Manama (Embaixada)
- Bangladesh
  - Daca (Embaixada)
- Brunei
  - Bandar Seri Begauã (Embaixada)
- Camboja
  - Pnom Pen (Embaixada)
- Catar
  - Doa (Embaixada)
- Cazaquistão
  - Astana (Embaixada)
  - Almati (Consulado-Geral)
- China
  - Pequim (Embaixada)
  - Cantāo (Consulado-Geral)
  - Honcongue (Consulado-Geral)
  - Shenyang (Consulado-Geral)
  - Wuhan (Consulado-Geral)
  - Xangai (Consulado-Geral)
- Coreia do Sul
  - Seul (Embaixada)
- Emirados Árabes Unidos
  - Abu Dabi (Embaixada)
  - Dubai (Consulado-Geral)
- Filipinas
  - Manilha (Embaixada)
  - Cebu (Agência Consular)
- Geórgia
  - Tiblísi (Embaixada)
- Índia
  - Nova Déli (Embaixada)
  - Calcutá (Consulado-Geral)
  - Chenai (Consulado-Geral)
  - Hiderabade (Consulado-Geral)
  - Bombaim (Consulado-Geral)
- Indonésia
  - Jacarta (Embaixada)
  - Surabaia (Consulado-Geral)
  - Dempassar (Escritório Consular)
- Irão
  - Teerã (Seção de Interesses)
- Iraque
  - Bagdá (Embaixada)
  - Arbil (Consulado-Geral)
  - Baçorá (Consulado-Geral)
  - Quircuque (Escritório da Embaixada)
- Israel
  - Jerusalém (Embaixada)
  - Telavive (Escritório da Embaixada)
- Japão
  - Tóquio (Embaixada)
  - Naha (Consulado-Geral)
  - Osaca (Consulado-Geral)
  - Saporo (Consulado-Geral)
  - Fucuoca (Consulado)
  - Nagoia (Consulado)
- Jordânia
  - Amã (Embaixada)
- Kuwait
  - Cidade do Cuaite (Embaixada)
- Laos
  - Vientiane (Embaixada)
- Líbano
  - Beirute (Embaixada)
- Malásia
  - Kuala Lumpur (Embaixada)
- Maldivas
  - Malé (Embaixada)
- Mongólia
  - Ulã Bator (Embaixada)
- Myanmar
  - Rangum (Embaixada)
- Nepal
  - Catmandu (Embaixada)
- Omã
  - Mascate (Embaixada)
- Paquistão
  - Islamabade (Embaixada)
  - Carachi (Consulado-Geral)
  - Laore (Consulado)
  - Pexauar (Consulado)
- Quirguistão
  - Bisqueque (Embaixada)
- Singapura
  - Singapura (Embaixada)
- Síria
  - Damasco (Seção de Interesses)
- Sri Lanka
  - Colombo (Embaixada)
- Tailândia
  - Bancoque (Embaixada)
  - Chiang Mai (Consulado-Geral)
- Taiwan
  - Taipei (Centro Cultural)
  - Kaohsiung (Centro Cultural)
- Tajiquistão
  - Duxambé (Embaixada)
- Timor-Leste
  - Díli (Embaixada)
- Turquemenistão
  - Asgabate (Embaixada)
- Turquia
  - Ancara (Embaixada)
  - Istambul (Consulado-Geral)
  - Adana (Consulado)
  - Esmirna (Agência Consular)
- Uzbequistão
  - Tasquente (Embaixada)
- Vietname
  - Hanói (Embaixada)
  - Cidade de Ho Chi Minh (Consulado-Geral)

## Europa
- Albânia
  - Tirana (Embaixada)
- Alemanha
  - Berlim (Embaixada)
  - Dusseldórfia (Consulado-Geral)
  - Francoforte (Consulado-Geral)
  - Hamburgo (Consulado-Geral)
  - Lípsia (Consulado-Geral)
  - Munique (Consulado-Geral)
  - Brema (Agência Consular)
- Áustria
  - Viena (Embaixada)
- Bélgica
  - Bruxelas (Embaixada)
- Bósnia e Herzegovina
  - Saraievo (Embaixada)
  - Banja Luka (Escritório da Embaixada)
  - Mostar (Escritório da Embaixada)
- Bulgária
  - Sófia (Embaixada)
- Chipre
  - Nicósia (Embaixada)
- Croácia
  - Zagrebe (Embaixada)
- Dinamarca
  - Copenhague (Embaixada)
- Eslováquia
  - Bratislava (Embaixada)
- Eslovênia
  - Liubliana (Embaixada)
- Espanha
  - Madri (Embaixada)
  - Barcelona (Consulado-Geral)
- Estónia
  - Taline (Embaixada)
- Finlândia
  - Helsínquia (Embaixada)
- França
  - Paris (Embaixada)
  - Estrasburgo (Consulado-Geral)
  - Marselha (Consulado-Geral)
  - Bordéus (Posto de presença)
  - Lião (Posto de presença)
  - Rennes (Posto de presença)
  - Tolosa (Posto de presença)
- Grécia
  - Atenas (Embaixada)
  - Salónica (Consulado-Geral)
- Hungria
  - Budapeste (Embaixada)
- Irlanda
  - Dublim (Embaixada)
- Islândia
  - Reiquiavique (Embaixada)
- Itália
  - Roma (Embaixada)
  - Florença (Consulado-Geral)
  - Milão (Consulado-Geral)
  - Nápoles (Consulado-Geral)
  - Génova (Agência Consular)
  - Palermo (Agência Consular)
  - Veneza (Agência Consular)
- Kosovo
  - Pristina (Embaixada)
- Letónia
  - Riga (Embaixada)
- Lituânia
  - Vilna (Embaixada)
- Luxemburgo
  - Luxemburgo (Embaixada)
- Macedônia do Norte
  - Escópia (Embaixada)
- Malta
  - Valeta (Embaixada)
- Moldávia
  - Quixinau (Embaixada)
- Montenegro
  - Podgorica (Embaixada)
- Noruega
  - Oslo (Embaixada)
- Países Baixos
  - Haia (Embaixada)
  - Amesterdão (Consulado-Geral)
  - Willemstad, Antilhas Neerlandesas (Consulado-Geral)
- Polónia
  - Varsóvia (Embaixada)
  - Cracóvia (Consulado-Geral)
- Portugal
  - Lisboa (Embaixada)
  - Ponta Delgada, Açores (Consulado)
- Reino Unido
  - Londres (Embaixada)
  - Belfaste (Consulado-Geral)
  - Edimburgo (Consulado-Geral)
  - Hamilton, Bermudas (Consulado-Geral)
- Chéquia
  - Praga (Embaixada)
- Roménia
  - Bucareste (Embaixada)
- Rússia
  - Moscou (Embaixada)
  - Ecaterimburgo (Consulado-General)
  - São Petersburgo (Consulado-General)
  - Vladivostoque (Consulado-General)
- Santa Sé
  - Cidade do Vaticano (Embaixada)
- Sérvia
  - Belgrado (Embaixada)
- Suécia
  - Estocolmo (Embaixada)
- Suíça 
  - Berna (Embaixada)
  - Genebra (Agência Consular)
  - Zurique (Agência Consular)
- Ucrânia
  - Quieve (Embaixada)

## Oceania
- Austrália
  - Canberra (Embaixada)
  - Melbourne (Consulado-Geral)
  - Perth (Consulado-Geral)
  - Sydney (Consulado-Geral)
- Fiji
  - Suva (Embaixada)
- Ilhas Marshall
  - Majuro (Embaixada)
- Ilhas Salomão
  - Honiara (Embaixada)
- Estados Federados da Micronésia
  - Paliquir (Embaixada)
- Nova Zelândia
  - Wellington (Embaixada)
  - Auckland (Consulado-Geral)
- Palau
  - Melequeoque (Embaixada)
- Papua-Nova Guiné
  - Porto Moresby (Embaixada)
- Samoa
  - Apia (Embaixada)
- Tonga
  - Nucualofa (Embaixada)
- Vanuatu
  - Porto Vila (Embaixada)

## Organizações Multilaterais
- Adis Abeba (Observador Permanente junto da União Africana)
- Bruxelas (Missão Permanente dos Estados Unidos junto da União Europeia e OTAN)
- Genebra (Missão Permanente dos Estados Unidos junto das Nações Unidas e outras organizações internacionais)
- Nairóbi (Missão Permanente dos Estados Unidos junto das Nações Unidas e outras organizações internacionais)
- Nova Iorque (Missão Permanente dos Estados Unidos junto das Nações Unidas)
- Paris (Missão Permanente dos Estados Unidos junto da OCDE e UNESCO)
- Roma (Missão Permanente dos Estados Unidos junto da Organização das Nações Unidas para a Alimentação e a Agricultura)
- Viena (Missão Permanente dos Estados Unidos junto das Nações Unidas)
- Washington, DC (Missão Permanente dos Estados Unidos junto da  Organização dos Estados Americanos)